# Киро Глигоров
Киро Глигоров (мак. Киро Глигоров), при народженні Киро Па́нчев (3 травня 1917, Штип — 1 січня 2012, Скоп'є) — перший президент Північної Македонії, відомий македонський та югославський (СФРЮ) політик.

## Біографія
Народився 3 травня 1917 року у місті Штип. Закінчив юридичний факультет Белградського університету. Учасник партизанської війни в Югославії. Був членом Антифашистських зборів народного визволення Македонії (АСНОМ) — першого в історії македонського національного уряду, відповідав у президії АСНОМ за фінанси.
У післявоєнні роки займав багато відповідальних посад у керівництві СФРЮ, зокрема був союзним секретарем (міністром) фінансів, членом Президії СФРЮ, головою парламенту. 27 січня 1991 року обраний президентом Македонії, займав цю посаду два терміни — до 19 листопада 1999 року. Під час президентства Глигорова Македонія стала незалежною державою і єдиною республікою колишньої СФРЮ, на території якої не було військових сутичок.
3 жовтня 1995 на нього був здійснений замах. Глигоров був поранений, повернувся до своїх обов'язків тільки наступного року. Після виходу на пенсію продовжував брати участь у політичному житті, виступати з інтерв'ю та публікаціями.
Помер 1 січня 2012 уві сні у себе вдома в Скоп'є.